# Ersatzreserve

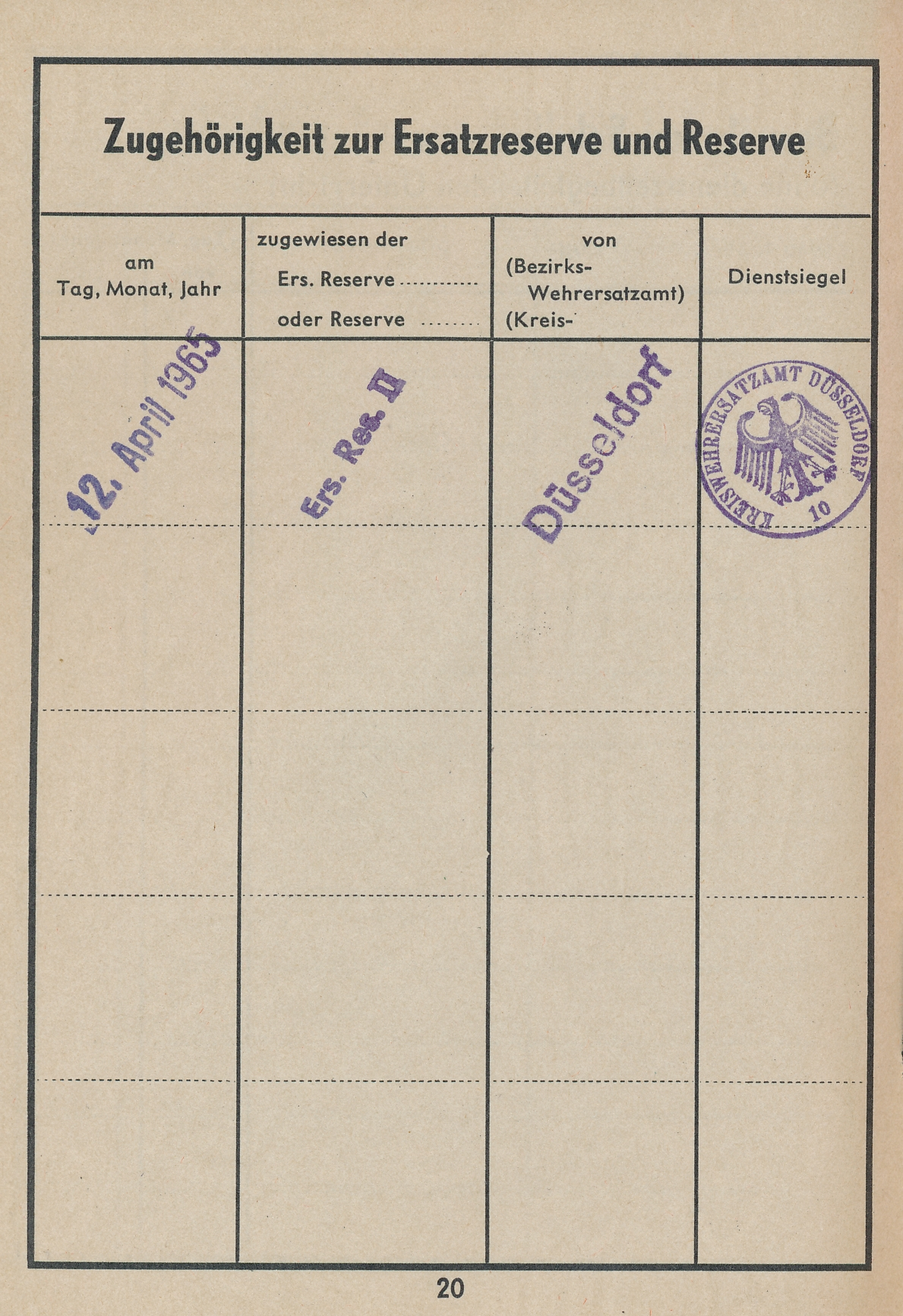
Einträge im Wehrpass bzgl. Zugehörigkeit zur Ersatzreserve II (1965)

Die Ersatzreserve ist eine historische Form der Reserve der Bundeswehr und bestand aus allen Wehrpflichtigen, die ihren Grundwehrdienst nicht abgeleistet haben. Im Verteidigungsfall hätte auch die Ersatzreserve zum Wehrdienst herangezogen werden können. Unterschieden wurden die Ersatzreserve I und Ersatzreserve II, wobei der Tauglichkeitsgrad der ersteren höher war.
Inzwischen wird dieser Begriff nicht mehr verwendet. Alle nicht bereits eingeplanten Wehrpflichtigen sind der Allgemeinen Reserve zugeordnet.
Eine Ersatzreserve existierte bereits in Heer und Marine des Deutschen Kaiserreichs sowie in der Wehrmacht.